# Oud Gereformeerde kerk ('s-Gravendeel)
De Oud Gereformeerde Gemeente is het kerkgebouw van de Oud Gereformeerde Gemeenten in Nederland in 's-Gravendeel, Zuid-Holland. Het gebouw verving het kerkgebouw uit 1870 aan de Strijensedijk 60, dat 100 zitplaatsen telde en daarmee te klein was geworden voor het aantal leden. Daarom werd in 2006 een nieuwe kerk betrokken. Dit gebouw, dat 175 zitplaatsen telt, bevindt zich aan de Langestraat 16a en werd ontworpen door architectenbureau Roos en Ros. Het is een sober gebouw onder zadeldak.
Het orgel stamt uit 1897 en is geklasseerd als rijksmonument. Het werd gebouwd door J.J. van den Bijlaardt voor de hervormde kerk te Waarde en heeft in de voormalige Gereformeerde Gemeente van Wemeldinge gestaan. Nadat deze gemeente in 2004 werd opgeheven werd het in 2006 in het nieuwe kerkgebouw in 's-Gravendeel geplaatst.